# آدام میلر (بازیکن فوتبال)
آدام میلر (انگلیسی: Adam Miller؛ زادهٔ ۱۹ فوریهٔ ۱۹۸۲) یک بازیکن فوتبال است.